# Літературно-меморіальний музей В. О. Забаштанського
Літературний музей імені Володимира Забаштанського — музей Володимира Забаштанського, українського поета, перекладача, лауреата Шевченківської премії 1986 року.

## Історія музею
Відкритий 19 жовтня 2008 року.

## Фонди музею
У експозиції особисті речі та видання Володимира Забаштанського.